# Souto Santa Maria, Souto São Salvador e Gondomar
Souto Santa Maria, Souto São Salvador e Gondomar (oficialmente: União das Freguesias de Souto Santa Maria, Souto São Salvador e Gondomar) é uma freguesia portuguesa do município de Guimarães, com 13,87 km² de área e 2 043 habitantes (censo de 2021). A sua densidade populacional é 147,3 hab./km².

## História
Foi constituída em 2013, no âmbito de uma reforma administrativa nacional, pela agregação das antigas freguesias de Santa Maria de Souto, São Salvador de Souto e Gondomar e tem a sede em Souto Santa Maria.

## Demografia
A população registada nos censos foi:
| Distribuição da População por Grupos Etários | Distribuição da População por Grupos Etários | Distribuição da População por Grupos Etários | Distribuição da População por Grupos Etários | Distribuição da População por Grupos Etários | Distribuição da População por Grupos Etários |
| -------------------------------------------- | -------------------------------------------- | -------------------------------------------- | -------------------------------------------- | -------------------------------------------- | -------------------------------------------- |
| Antes da agregação                           |                                              |                                              |                                              |                                              |                                              |
| Ano                                          | 0-14 anos                                    | 15-24 anos                                   | 25-64 anos                                   | >= 65 anos                                   | Total                                        |
| 2001                                         | 518                                          | 457                                          | 1161                                         | 299                                          | 2435                                         |
| 2011                                         | 343                                          | 286                                          | 1162                                         | 305                                          | 2096                                         |
| Após a agregação                             |                                              |                                              |                                              |                                              |                                              |
| Ano                                          | 0-14 anos                                    | 15-24 anos                                   | 25-64 anos                                   | >= 65 anos                                   | Total                                        |
| 2021                                         | 283                                          | 227                                          | 1155                                         | 378                                          | 2043                                         |